# هاري روبرتس (لاعب اتحاد الرغبي)
هاري روبرتس (بالإنجليزية: Harry Roberts)‏ هو لاعب اتحاد الرغبي أسترالي، ولد في 27 فبراير 1939 في بريزبان في أستراليا.

## وصلات خارجية
- الموقع الرسمي